# Palkovické hůrky
Palkovické hůrky jsou geomorfologický okrsek Štramberské vrchoviny, jehož nejvyšším vrcholem je Kubánkov (661 m n. m.).

## Charakteristika
Palkovické hůrky se skládají ze dvou částí, které odděluje řeka Ondřejnice. Mezi významné vrcholy vyšší i rozlehlejší severovýchodní části Palkovických hůrek patří jejich nejvyšší vrchol Kubánkov (661 m), dále Babí hora (620 m), na jejímž úbočí se nachází přírodní rezervace Palkovické hůrky a Kabátice (601 m), na níž se nachází rozhledna a nevyužívaná lyžařská sjezdovka.

### Hukvaldy a okolí
Rozlohou i výškou menší části Palkovických hůrek dominuje vrchol Kazničov (601 m). Vedle něj se nachází nižší kopec (479 m), na jehož vrcholu se nachází hrad Hukvaldy. Hradní vrch který je obklopen oborou, tvořenou bukovým porostem. Tato obora byla vyhlášena jako přírodní památka Hradní vrch Hukvaldy. Asi 2 km vzdušnou čarou směrem na jihovýchod od hradu se na katstru Měrkovic nachází další chráněné území – přírodní památka Pod Hukvaldskou oborou.
Většinu povrchu Palkovických hůrek pokrývají jehličnaté, smíšené a listnaté lesy.

## Galerie

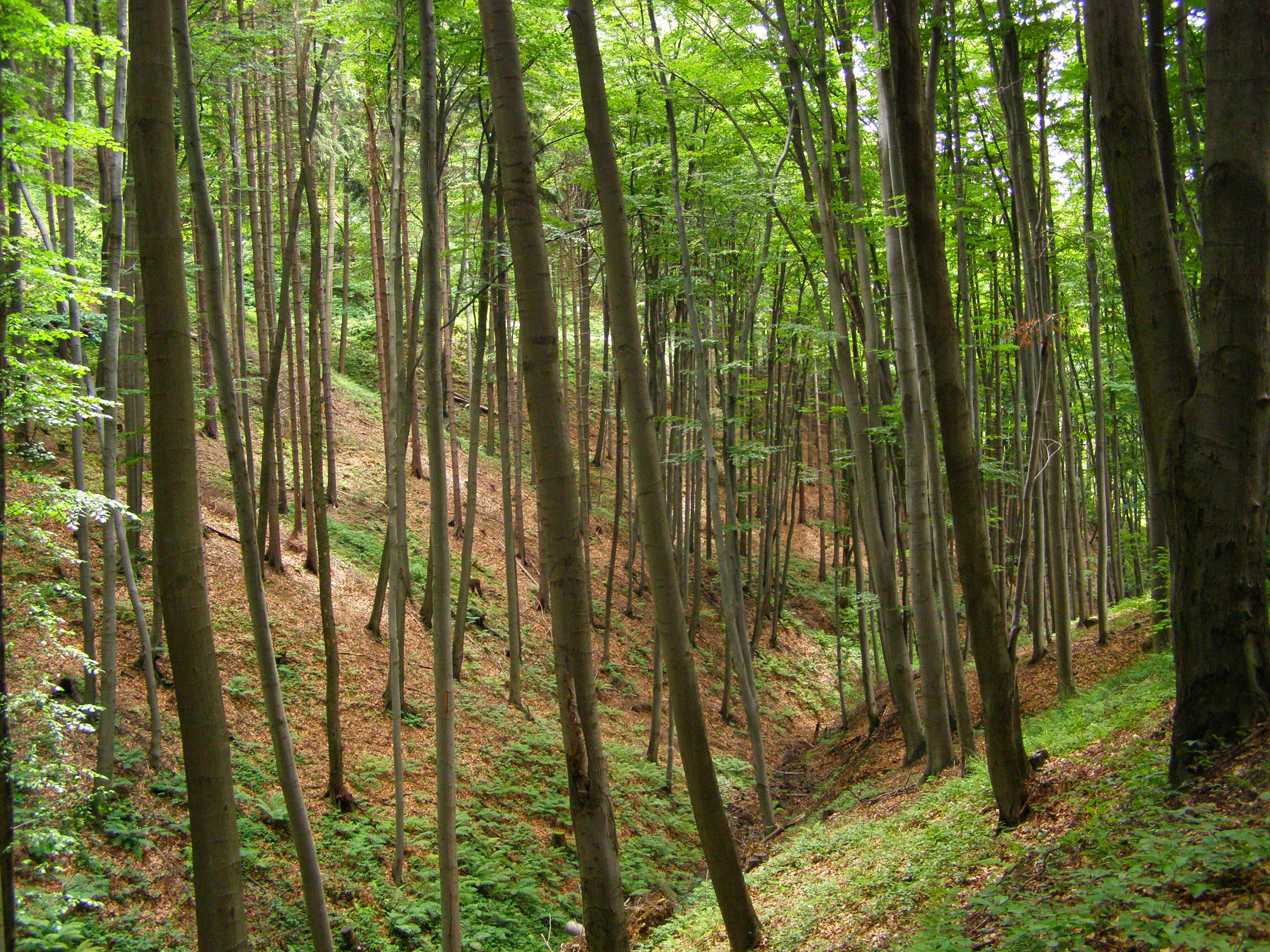
Les na úbočí Zadní Babí hory (546 m)
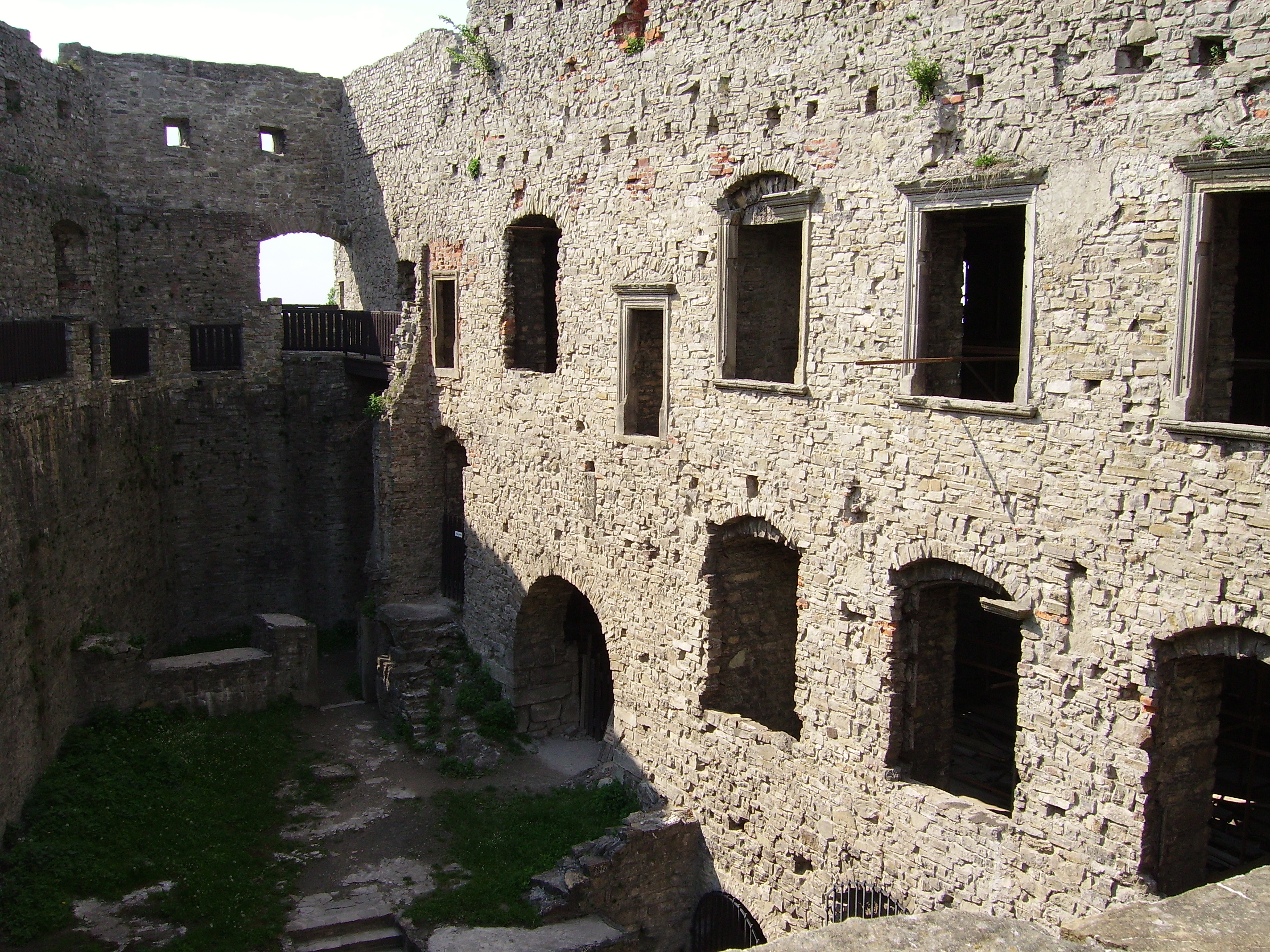
Hrad Hukvaldy
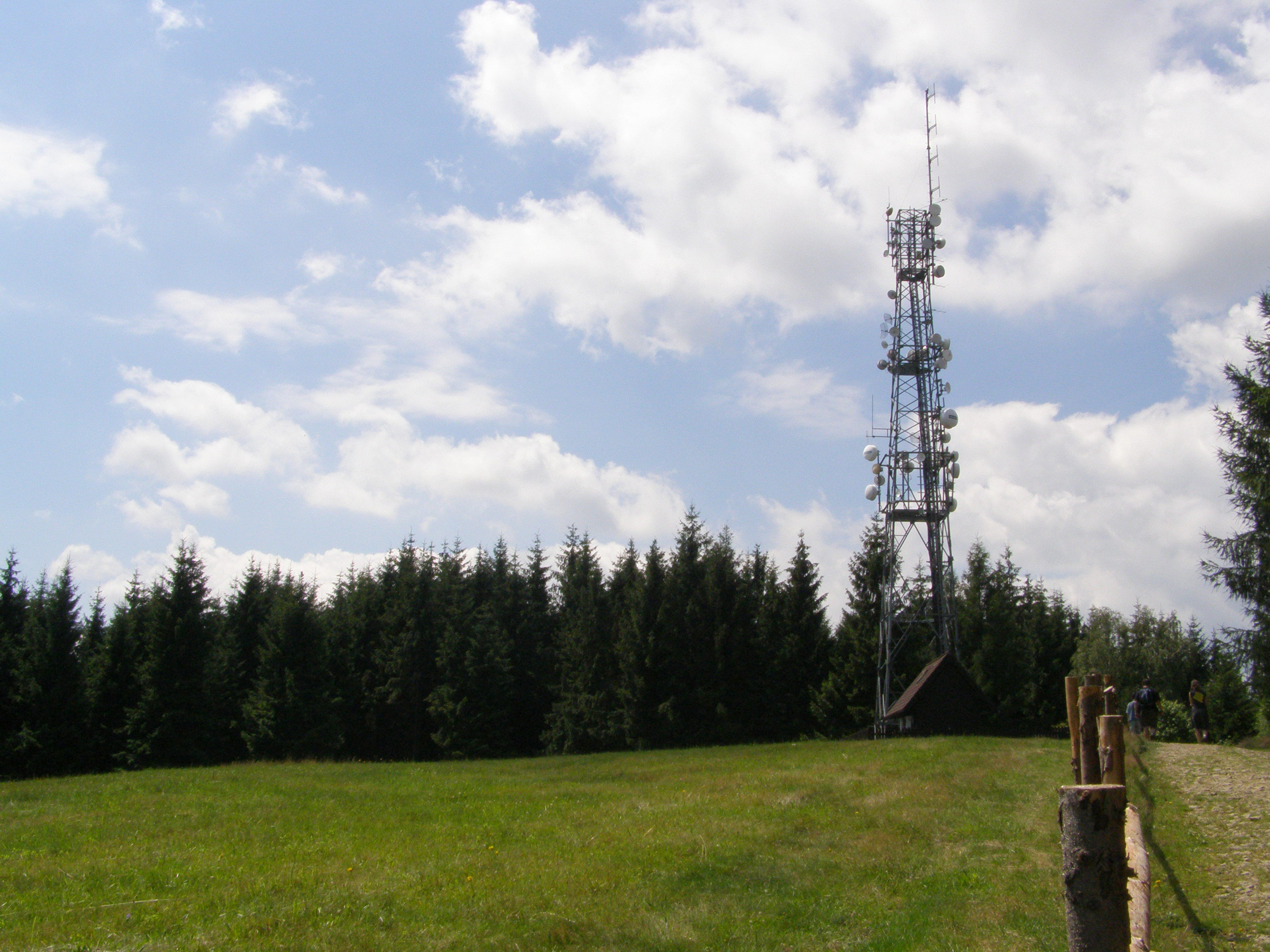
Kubánkov
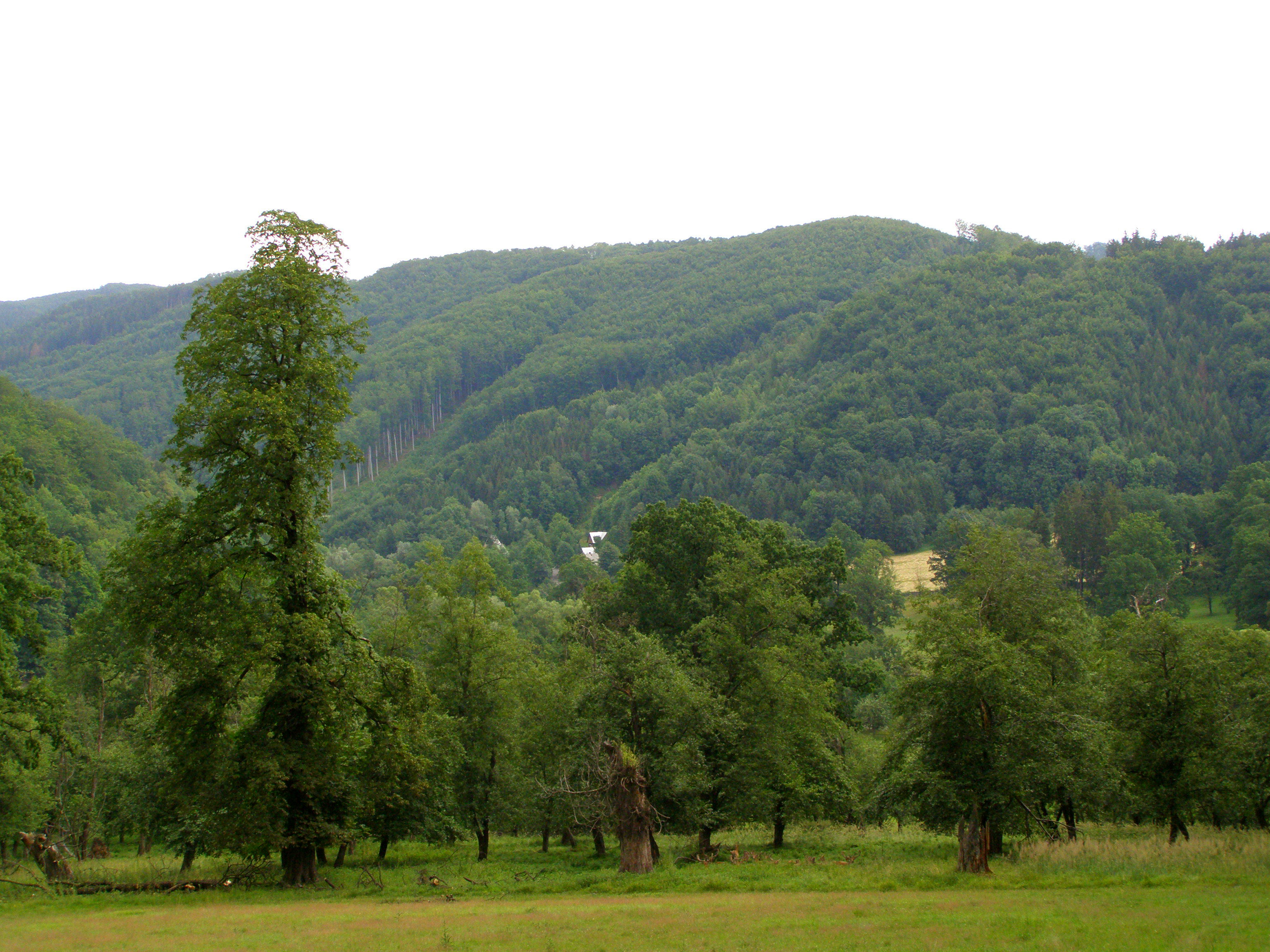
Vrch Kožná (501 m)
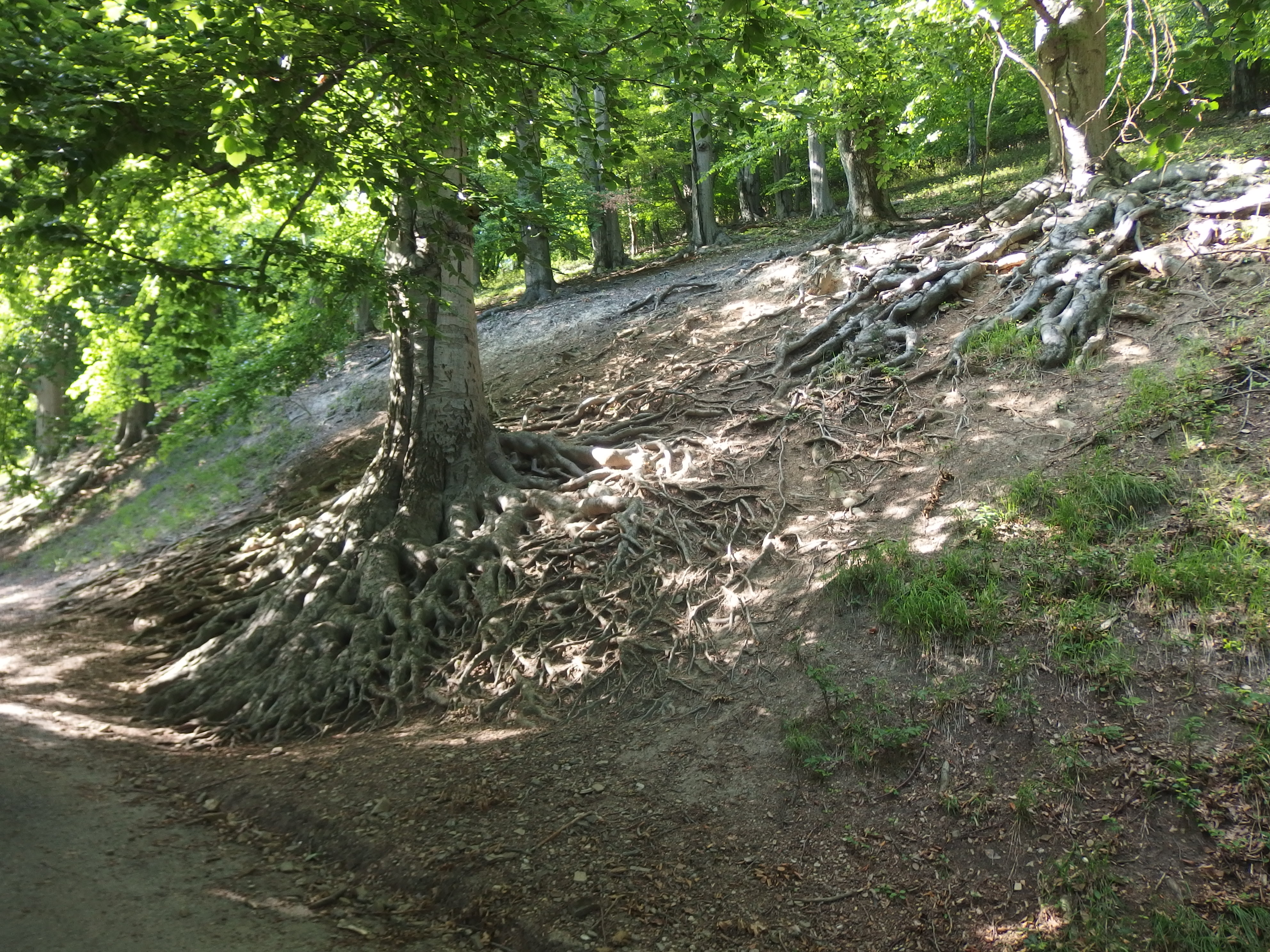
Buky pod hukvaldským hradem